# Charlesia Alexis
Pour les articles homonymes, voir Alexis.
Charlesia Alexis est une militante et chanteuse chagossienne née le 8 septembre 1934 à Diego Garcia et morte le 16 décembre 2012 à Crawley, Royaume-Uni. Elle a reçu la citoyenneté britannique en 2002. Elle est connue pour son combat demandant le retour des Chagossiens sur leur île natale, devenue une base militaire américaine à la suite d'un accord entre les États-Unis et le Royaume-Uni.

## Biographie
En 1967, Charlesia Alexis et sa famille se rendent à l'Ile Maurice pour accompagner son mari qui y reçoit un traitement médical. Lorsqu'ils tentent de retourner chez eux à Diego Garcia, les autorités les en empêchent et la famille d'Alexis doit alors s'installer dans les bidonvilles de la capitale mauricienne Port-Louis.
Rapidement, Alexis s'associe à d'autres femmes chagossiennes, en particulier sa belle-sœur Lisette Talate et Rita Elysée Bancoult pour réclamer leurs droits. Elles organisent des manifestations et des grèves de la faim dans la région de Port-Louis. Elles choisissent de s'organiser principalement entre femmes parce qu'elles réalisent que les hommes sont beaucoup plus la cible des forces de l'ordre. Leur combat reçoit le soutien de personnalités importantes comme les hommes politiques du parti MMM Paul Bérenger et Kader Bhayat mais aussi des militantes féministes comme Lindsey Collen. En 1981, lors d'une manifestation à Port-Louis, un conflit entre les militants et la police éclate, provoquant l'arrestation de Charlesia Alexis, trois autres femmes chagossiennes et deux femmes mauriciennes dont Lindsey Collen.
En 1982, le gouvernement britannique accepte alors de négocier et propose des compensations aux réfugiés chagossiens qui reçoivent quatre millions de livres sterling du gouvernement britannique et des terres d'une valeur de un million de livres sterling du gouvernement mauricien. En réalité, de nombreux Chagossiens analphabètes signent un document dans lequel ils renoncent à leur droit de retourner un jour à Diego Garcia,. En réaction, Charlesia Alexis, Lisette Talate et Olivier Bancoult, le fils de Rita Elysée Bancoult, fondent le Chagos Refugee Group pour défendre leur dossier en cour de justice. Leur dossier est porté devant la justice britannique puis devant la Cour européenne des droits de l'homme et ils reçoivent le soutien de personnalités comme l'ancien Haut Commissaire britannique à l'Ile Maurice David Snoxell ou la romancière Philippa Gregory. En 2002, le gouvernement leur octroie la nationalité britannique et Charlesia Alexis décide de s'installer à Crawley, au Royaume-Uni, avec d'autres réfugiés chagossiens.
En 2012, à la suite d'ennuis cardiovasculaires et de problèmes liés au diabète, Charlesia Alexis est hospitalisée à Londres quelques mois après la disparition de Lisette Talate en janvier. Elle décède un mois plus tard, ayant apparemment demandé à Olivier Bancoult sur son lit de mort qu'il poursuive la lutte pour les droits des Chagossiens.
En plus de son activité militante, Charlesia Alexis était une figure importante du paysage musical chagossien. Le Pôle Régional des Musiques Actuelles de La Réunion avait envoyé une équipe en 2003 pour enregistrer la Chagossienne et ses musiciens. Le disque intitulé Charlesia, la voix des Chagos produit à la suite de cette initiative a été primée en 2004 par un « coup de cœur » de l'Académie Charles-Cros,.
En 2005, la romancière et journaliste mauricienne Shenaz Patel utilise Charlesia Alexis avec qui elle avait travaillé pour la conception de son album comme personnage pour son récit Le Silence des Chagos paru aux Éditions de l'Olivier.